# Korai piros veltelini
A  korai piros veltelini, a piros veltelini és a zöld szilváni természetes keresztezése. Nevével ellentétben nem a zöld veltelinivel, hanem a malváziával áll rokonságban, innen magyar társneve, a piros malvázia. A piros veltelinivel szemben nagy előnye, hogy nem érzékeny a gombásodásra.

## Jellemzői
Levelei nagyok, ötkaréjosak, szélei simák. Fürtjei nagyok, tömöttek és vállasak. A gombásodásoknak ellenáll, de a fagyra érzékeny.

## Elterjedtsége
Ausztria a korai piros veltelini hazája. Termőterülete az utóbbi időkben csökken, dacára vegyes hasznosításának. Ausztriában 2015-ben 368 ha-on (javarészt Alsó-Ausztria tartományban), Németországban 2014-ben 4 ha-on termelték (elsősorban Rajna-vidék-Pfalz tartomány Rheinhessen részén). Csehországban Znojmo és Mikulov, míg Szlovákiában Nyitra környékén és a Kis-Kárpátokban termesztik. Előfordul még Franciaország Szavoja és Olaszország Trentino-Alto Adige régiójában is. Magyarországon kisebb területen a Soproni borvidéken termesztik.

## Társnevei
A korai piros veltelini az alábbi neveken is ismeretes:
Babotraube, Früher Roter Veltliner, Früher Roter Malvasier, Frühe Trübrothe, Frühroter Malvasier, Italienischer Früher Malvasier, Kalebstraube, Malvasia Rossa, Malvasia Rossa d'Italia, Malvasier, Malvoisie d'Italie, Malvoisie Rose du Po, Malvoisie Rouge d'Italie, Piros Malvázia, Rojal, Rose d'Italie, Rote Babotraube, Roter Malvasier, Velteliner Rouge Précoce, Uva Rosa, Veltliner, Veltliner Frührot, Veltlínské Červené Rané, Veltlínske Červené Skoré.